# Krimska astrofizička zvjezdarnica
Krimska astrofizička zvjezdarnica (KrAO) je zvjezdarnica koja se nalazi kraj sela Naučnij udaljenog 25 kilometara od Sevastopolja i 12 kilometara od Bahčisaraja. Zvjezdarnica je osnovana 30. lipnja 1945. KrAO se često naziva po svojoj lokaciji i imenu kampusa: Krim-Naučnij. KrAO trenutačno drži 22. mjesto u broju otkrivenih malih planeta s 1286 otkrivenih malih planeta.
KrAO izdaje Bilten krimske astrofizičke opservatorije od 1947., a na engleskom jeziku od 1977. godine. Postrojenja zvjezdarnice nalaze se u blizini sela Naučnij od sredine pedesetih godina; prije toga, nalazila se južnije, u blizini Simeiza. Neka postrojenja se još koriste, pa se nazivaju Krimska astrofizička zvjezdarnica-Simeiz. 

## Vanjske poveznice
- Web-stranica KrAO-a